# システム・ウェポン
システム・ウェポン(System Weapon）とは、銃器に考案された構造である。

## 概要
銃には様々な種類が存在し、戦場の状況や兵士の判断等で使い分けられている。前線で戦う兵士には突撃銃、狭い室内では銃身が短い短機関銃や拳銃、激しい戦火の中での機関銃、遠距離から狙撃を行う狙撃銃などである。
戦況によって銃器を使い分ける事は戦術上重要であるが、複数の銃器を常に持ち歩く事は重量等の問題で現実的ではない。
そこで、新しい概念システム・ウェポンが生まれた。
システム・ウェポンは銃弾に着火させる構造はそのままにし、銃身やストック、照準などの部品組み替えにより複数の銃器の役割を単一の銃器担い、戦況に臨機応変で対応するという概念である。
兵士は銃の部品を一緒に持ち運ぶ、または作戦中に配布されることで、その場に応じた銃器で戦うことが出来る。またこれらの部品交換が迅速に行えるよう配慮された設計となっている。
これにより、狙撃銃で敵の機関銃手を仕留めてから突撃銃で突撃したり、突撃銃で施設を制圧してから分隊支援火器で味方の援護をする、などの運用がより簡単に行えるようになる。
また、例えば普段5.56mm NATO弾を使用する軍の特殊部隊が、敵地潜入を行う際に銃を組み替え敵軍の標準7.62mm弾を使用し、潜入の痕跡を残さないなどといった使用法も提案されている。
XM8などの次世代火器にこの概念が取り入れられ、注目されている。

## 歴史
第二次世界大戦中にはドイツ軍がMG34機関銃やMG42機関銃などの、組み替えて防衛用・攻撃用に用途を変えられるシステム機関銃（システムマシンガン）を使用。これがシステムウェポンのはじまりで、現代の機関銃はドイツのシステム機関銃の大きな影響のもとにある。。

## 主なシステム・ウェポンの種類
- M63　（アメリカ）
- XM8　（アメリカ）